# De Motu Antiquiora
De Motu Antiquiora, ou simplesmente De Motu, é a primeira obra escrita de Galileu Galilei sobre movimento. Foi escrito principalmente entre 1589 e 1592, mas não foi publicado até 1687, após sua morte. Nunca foi publicado durante sua vida devido a algumas incertezas em sua matemática e certas partes de sua compreensão. Por nunca ter sido publicado durante sua vida, ele nunca compôs um rascunho final. Nas últimas partes de sua obra, o estilo de redação passa de ensaio a diálogo entre duas pessoas que defendem fortemente seus pontos de vista.
Ao escrever este livro no século XVII, Galileu estava na vanguarda da investigação do movimento de corpos em queda. Em De Motu, ele rejeita abertamente as visões de Aristóteles sobre a física do movimento e suas visões astronômicas. Galileu se opõe a ele não apenas com sua opinião, mas com fatos que obteve com base em experimentos e na observação de corpos celestes.
Não está claro se este livro foi inicialmente concebido para ser um livro na forma de um diálogo ou uma forma mais convencional de escrita. A razão para isso é que Galileu trabalhou neste livro por muitos anos, criando várias cópias de cada seção. A versão deste livro que temos hoje é uma compilação das melhores versões de cada seção. Algumas dessas seções estão na forma de um diálogo entre dois homens, enquanto outras partes não.

## Resumo
O início do trabalho de Galileu em De Motu compara a leveza ou o peso do chumbo e da madeira e como eles caem em comparação um com o outro. Ele tem uma visão antiaristotélica desse movimento. Ele então continua demonstrando que objetos que são tão pesados quanto a água serão completamente submersos quando colocados na água. Mas ele argumenta que eles não vão afundar ou subir na água. Ele prossegue dizendo que objetos mais leves que o meio (água) não afundam, nem ficam completamente submersos. Por último, objetos mais pesados que a água afundarão.
Mais tarde, ele compara o tamanho de dois pedaços de madeira na água. Ele diz que mesmo que o pedaço maior de madeira não afunde como se pensava, é comparado à quantidade de água embaixo dele que permite que ele não afunde como o pedaço menor também não.
Galileu explica que os objetos que se movem para baixo de acordo com o quão mais pesados eles são do que o meio em que estão. Se um objeto estiver em um meio que é mais leve do que ele mesmo, ele pousará no solo. Galileu afirma que o movimento para cima não é natural porque qualquer objeto forçado para cima mudará seu curso e continuará descendo para descansar. Ele afirma que o objetivo de qualquer objeto é mover-se até encontrar repouso, essa é sua definição de movimento natural. Se um objeto muda seu movimento original, então seu movimento original não era natural.
No final do livro, Galileu continua em sua análise sobre corpos em queda e como objetos na água especificamente afundarão e por que exatamente seus estudos podem provar tais afirmações e por que ele desacredita Aristóteles e outros antes de seu tempo. Galileu também faz algumas declarações interessantes sobre o fogo e como o fogo é algo mais leve que o ar e também se eleva acima do ar. Mas, se houvesse ausência de ar, Galileu afirmava que ele afundaria na superfície da Terra e reagiria da mesma forma que todas as outras massas.